# Андреевка (Подольский район)
Андре́евка (укр. Андріївка) — село, относится к Подольскому району Одесской области Украины.
Население по переписи 2001 года составляло 18 человек. Почтовый индекс — 66302. Телефонный код — 4862. Занимает площадь 0,16 км².

## Местный совет
66363, Одесская обл., Подольский р-н, с. Новосёловка